# Шевна
Шевна (пол. Szewna) — село в Польщі, у гміні Бодзехув Островецького повіту Свентокшиського воєводства.
Населення — 2279 осіб (2011).
У 1975-1998 роках село належало до Келецького воєводства.

## Демографія
Демографічна структура на день 31 березня 2011 року:
|          | Загалом | Допрацездатний вік | Працездатний вік | Постпрацездатний вік |
| -------- | ------- | ------------------ | ---------------- | -------------------- |
| Чоловіки | 1071    | 211                | 717              | 143                  |
| Жінки    | 1208    | 201                | 707              | 300                  |
| Разом    | 2279    | 412                | 1424             | 443                  |